# Ambrosini SS.4
SAI-Ambrosini SS.4 là một mẫu thử máy bay tiêm kích của Ý, được phát triển vào cuối thập niên 1930, nổi bật với cánh mũi và động cơ cánh quạt đẩy.

## Tính năng kỹ chiến thuật (SS.4)
Dữ liệu lấy từ Italian Civil and Military Aircraft 1930-1945
Đặc tính tổng quan
- Kíp lái: 1
- Chiều dài: 6,74 m (22 ft 1 in)
- Sải cánh: 12,32 m (40 ft 5 in)
- Chiều cao: 2,49 m (8 ft 2 in)
- Diện tích cánh: 17,5 m2 (188 foot vuông) [2]
- Trọng lượng có tải: 2 kg (5,400 lb)
- Động cơ: 1 × Isotta-Fraschini Asso XI R.C.40 , 720 kW (960 hp)
- Cánh quạt: 3-lá metal pusher propeller

Hiệu suất bay
- Vận tốc cực đại: 571 km/h; 308 kn (355 mph)
- Vận tốc tắt ngưỡng: 110 km/h (68 mph; 59 kn) [2]